# Луцьке гето

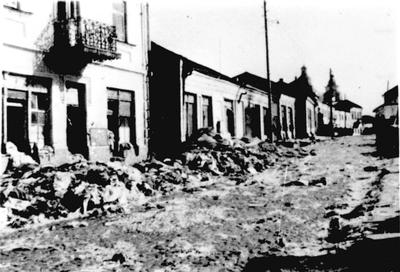
Вулиця Луцького гето після винищення євреїв, 1942 р.

Луцьке гето (пол. getto w Łucku, нім. Ghetto Luzk) — єврейське гето на території України, створене 1941 року в Луцьку есесівцями після захоплення міста німецькою армією в ході операції «Барбаросса». Діяло з 11 грудня 1941 до 12 грудня 1942 р. Під час ліквідації гето у серпні, вересні, грудні 1942 року було знищено 25 658 євреїв. Розстріли проводилися неподалік села Гірка Полонка.

## Передісторія
У міжвоєнну добу Луцьк перебував у складі довоєнної Польщі. За даними польського перепису 1931 р., євреї становили 48,5% різноманітного багатокультурного населення міста, що налічувало 35 550 жителів. Унаслідок поділу Польщі між гітлерівською Німеччиною та Радянським Союзом на підставі таємного пакту Молотова — Ріббентропа західноукраїнські землі зайняла Червона Армія. Край зазнав радянізації в атмосфері терору. Органи НКВС позакривали політичні, комунальні та культурні заклади і заарештували ватажків єврейських громад. У червні 1940 р. органи держбезпеки викрили сіоністську організацію «Годронія» та ув'язнили її керівників. Польсько-єврейські сім'ї, які втекли в Луцьк із західної частини Польщі перед нацистським наступом, були зібрані та депортовані углиб СРСР разом з ешелонами розкуркулених поляків-християн. Близько 10 000 людей з Луцького повіту було відправлено «скотовозами» в Сибір чотирма хвилями депортацій у лютому, квітні та червні 1940 р.
Коли 22 червня 1941 р. німецький вермахт вдерся на територію СРСР, багато молодих євреїв виїхали з Луцька разом з відступною Червоною Армією, але спільно з ними вирушило дуже мало єврейських сімей. Утікаючи в паніці, енкаведисти, у чиєму віданні була політична в'язниця, задумали запропонувати в'язням Луцької тюрми амністію, і вранці 23 червня 1941 р. наказали їм масово вийти з приміщення у двір. Ворота замкнули, і всіх бранців скосили важкими кулеметами та гранатами, які кидали з тюремних вікон; 2000 людей загинули на місці. Енкаведисти змусили невеличку групу вцілілих поховати тіла протягом двох наступних днів у п'ятьох братських могилах. Загалом радянські органи держбезпеки перед своїм відходом убили близько 4 тис. бранців, серед яких поляки, євреї та українці.

## Історія
Луцьке гето створила німецька окупаційна влада в грудні 1941 р. Там утримувалося під охороною 17-25 тис. єврейського населення з Луцька та навколишніх сіл. Огороджене колючим дротом, воно розташовувалося в центрі міста. Євреї жили в будинках. Їх використовували на важких фізичних роботах. Будь-які контакти із зовнішнім світом заборонялися під загрозою розстрілу. Новоутворений у гето юденрат докладав усіх зусиль, щоб нагодувати голодних та боротися з епідеміями. Юденрат також організував єврейську поліцію гето.
18 березня 1942 р. кілька сотень євреїв з луцького гето було спрямовано на примусові роботи з будівництва ставки А. Гітлера «Вервольф» під Вінницею. Під час першої німецької «акції» 19-20 червня 1942 р. у гето було розстріляно 2 000 душ. 19-23 серпня 1942 р. під час великої німецької операції за участю команд СД, німецької та української поліції більшість мешканців гето (15-16 тис. осіб, у т. ч. 5 тис. з районів) розстріляла місцева поліція та групи СС у с. Гнідава. Зберігся персональний список лише з 584 осіб. Після наступних обшуків та облав на території гето було виявлено у схованках ще 2 000 євреїв, яких розстріляли 3 вересня 1942 р. У жовтні 1942 р. групу з 500 єврейських теслярів і ремісників (серед них 50 швачок) було переведено до нового табору примусових робіт, облаштованого в будівлі єврейської школи.
Після ліквідації гето деякий час функціонував єврейський робітничий табір, розташований на території нинішнього Луцького педагогічного коледжу, що на проспекті Волі, 36. Одержавши звістку про ліквідацію табору, його робітники 12 грудня 1942 р. підняли повстання. Того ж дня німецькі айнзатцкоманди знищили 500 євреїв, переважно ремісників. Більшість євреїв загинула. Лише небагатьом вдалося вступити до партизанських загонів. Після німецької окупації у місті залишилось лише 150 євреїв.